# Клосов гибон
Клосов гибон (лат. Hylobates klossii) је мајмун из породице гибона (Hylobatidae), ендемичан за неколико острва западно од Суматре.

## Распрострањење
Ареал врсте је ограничен на једну државу – Индонезију, где насељава четири Ментавејска острва (Сиберут, Сипору, Северни и Јужни Пагај).

## Станиште
Станиште врсте су шуме.

## Угроженост
Ова врста се сматра угроженом.